# Aeroportul Rishiri
Aeroportul Rishiri (IATA: RIS, ICAO: RJER) este un aeroport din Rishirifuji⁠(d), Soya Subprefecture⁠(d), Prefectura Hokkaidō, Japonia ce deservește zona Rishiri⁠(d). Aeroportul a fost tranzitat în decembrie 2020 de 850 de pasageri. A fost numit după zona deservită.
Situat la o altitudine de 30 m, aeroportul dispune de o singură pistă.